# ジェネレーションネクスト
「ジェネレーションネクスト」は、キングギドラのシングル。2002年9月11日にデフスターレコーズから発売。「911 (Remix)」と同時発売。東映系配給映画「凶気の桜」主題歌。アルバム『最終兵器』の他、『凶気の桜 オリジナルサウンドトラック』にも収録された。 

## 収録曲
1. ジェネレーションネクスト 4:29   
  - 作詞：ZEEBRA, K DUB SHINE　作曲：DJ OASIS
2. ジェネレーションネクスト（SAKURAリミックス） 4:51
3. ジェネレーションネクスト（Instrumental） 4:30
4. ジェネレーションネクスト（SAKURAリミックス Instrumental） 4:51